# Toto XIV
Toto XIV – trzynasty album studyjny amerykańskiego zespołu rockowego Toto, wydany 20 marca 2015 roku.
Album ukazał się 5 dni po śmierci basisty zespołu Mike’a Porcaro, który przegrał wieloletnią walkę ze stwardnieniem zanikowym bocznym.
Po dwudziestu pięciu latach przerwy ponownie na albumie studyjnym pojawili się Joseph Williams jako wokalista oraz Steve Porcaro na instrumentach klawiszowych. Nowym perkusistą został Keith Carlock, który zastąpił Simona Phillipsa. Jako muzyk sesyjny wystąpił basista David Hungate, były członek zespołu w latach 1976-1982.

## Lista utworów
| #  | Tytuł                           | Kompozytorzy                                   | Wokal                                        | Czas |
| -- | ------------------------------- | ---------------------------------------------- | -------------------------------------------- | ---- |
| 1  | "Running Out of Time"           | Steve Lukather, David Paich, Joseph Williams   | Joseph Williams                              | 4:06 |
| 2  | "Burn"                          | David Paich, Joseph Williams                   | Joseph Williams                              | 4:56 |
| 3  | "Holy War"                      | Steve Lukather, C. J. Vanston, Joseph Williams | Joseph Williams i Steve Lukather             | 5:24 |
| 4  | "21st Century Blues"            | Steve Lukather, C. J. Vanston                  | Steve Lukather                               | 6:08 |
| 5  | "Orphan"                        | Steve Lukather, David Paich, Joseph Williams   | Joseph Williams                              | 3:55 |
| 6  | "Unknown Soldier (For Jeffrey)" | Steve Lukather, David Paich                    | Steve Lukather                               | 5:06 |
| 7  | "The Little Things"             | Steve Porcaro                                  | Steve Porcaro                                | 4:34 |
| 8  | "Chinatown"                     | David Paich, Billy Sherwood                    | David Paich, Joseph Williams, Steve Lukather | 5:07 |
| 9  | "All the Tears That Shine"      | David Paich, Billy Sherwood                    | David Paich                                  | 5:09 |
| 10 | "Fortune"                       | Joseph Williams                                | Joseph Williams                              | 4:46 |
| 11 | "Great Expectations"            | Steve Lukather, David Paich, Joseph Williams   | David Paich, Joseph Williams, Steve Lukather | 6:48 |

## Skład
- Steve Lukather – śpiew, gitary, gitara basowa w nagraniach 5, 6, 11
- Joseph Williams – śpiew
- David Paich – śpiew, instrumenty klawiszowe
- Steve Porcaro – śpiew, instrumenty klawiszowe
- Keith Carlock – perkusja

Muzycy towarzyszący
- David Hungate – gitara basowa w nagraniach 4, 7, 8
- Tal Wilkenfeld – gitara basowa w nagraniach 9, 10
- Leland Sklar – gitara basowa w nagraniach 2, 3
- Tim Lefebvre – gitara basowa w nagraniu 1
- Lenny Castro – instrumenty perkusyjne w nagraniach 2, 3, 5-10
- Martin Tillman – wiolonczela w nagraniach 6, 7, 11
- C. J. Vanston – dodatkowe syntezatory, instrumenty perkusyjne
- Michael McDonald – chórki w nagraniach 6, 8, 10
- Amy Keys – chórki w nagraniach 4, 6, 8, 10
- Mabvuto Carpenter – chórki w nagraniach 5, 11
- Jamie Savko – chórki w nagraniach 1, 2, 11
- Emma Williams – chórki w nagraniu 2
- Tom Scott – saksofon w nagraniu 8

## Pozycje na listach
| Lista 2015        | Pozycja |
| ----------------- | ------- |
| Lista amerykańska | 18      |
| Lista austriacka  | 11      |
| Lista belgijska   | 28      |
| Lista brytyjska   | 43      |
| Lista czeska      | 10      |
| Lista duńska      | 15      |
| Lista fińska      | 5       |
| Lista francuska   | 17      |
| Lista holenderska | 2       |
| Lista japońska    | 2       |
| Lista irlandzka   | 75      |
| Lista koreańska   | 12      |
| Lista niemiecka   | 2       |
| Lista norweska    | 6       |
| Lista szwajcarska | 3       |
| Lista szwedzka    | 4       |
| Lista węgierska   | 15      |
| Lista włoska      | 16      |